# Куракаутин
Куракаутин (ісп. Curacautín) — місто в Чилі. Адміністративний центр однойменної комуни. Населення — 12 412 осіб (2002). Місто і комуна входить до складу провінції Мальєко і регіону Арауканія.
Територія комуни — 1664 км². Чисельність населення — 16 250 осіб (2007). Щільність населення — 9,77 чол./км².

## Розташування
Місто розташоване за 69 км на північний схід від адміністративного центру області міста Темуко та за 102 км на південний схід від адміністративного центру провінції міста Анголь.
Комуна межує:
- на півночі — з комуною Кольїпульї
- на північному сході — з комуною Кілако
- на сході — з комуною Лонкімай
- на півдні — з комунами Меліпеуко, Вількун
- на заході — з комунами Вікторія, Лаутаро

## Демографія
Згідно з даними, зібраними під час перепису Національним інститутом статистики, населення комуни становить 16 250 осіб, з яких 7893 чоловіки та 8357 жінок.
Населення комуни становить 1,73 % від загальної чисельності населеннярегіону Арауканія. 29,76 % належить до сільського населення та 70,24 % — міське населення.